# Nowoiwaniwka (rejon nikopolski)
Nowoiwaniwka (ukr. Новоіванівка) – wieś na Ukrainie, w obwodzie dniepropetrowskim, w rejonie nikopolskim, w hromadzie Perszotrawnewe. W 2001 liczyła 920 mieszkańców.